# Les Chambres
Les Chambres foi uma comuna francesa na região administrativa da Normandia, no departamento Mancha. Estendia-se por uma área de 4,26 km². Em 2010 a comuna tinha 121 habitantes (densidade: 28,4 hab./km²).
Em 1 de janeiro de 2016, passou a formar parte da nova comuna de Le Grippon.